# X-Men: Phalanx
X-Men: Phalanx (The Phalanx Covenant) è una maxisaga che intreccia tutte le testate mutanti fra il settembre e l'ottobre 1994, pubblicato dalla Marvel Comics. Uno dei tratti principali è il ruolo marginale giocato dagli stessi X-Men all'interno della storia e l'entrata in scena di una nuova generazione di mutanti.

## Trama
Dopo che alcuni attivisti anti-mutanti hanno utilizzato un virus tecno-organico alieno della stessa specie di Warlock per trasformarsi in esseri cibernetici, comincia la caccia ai mutanti tentando di assorbirne i poteri e assoggettarne il volere alla mente comune che governa tutti loro, vale a dire l'essere sintetico Magus programmato per assimilare tutti gli homo superior con lo scopo di mettere fine alla loro minaccia al genere umano.
Principalmente la storia si sviluppa su tre parallele sottotrame:
- Nuova Generazione: Con il rapimento degli X-Men tocca a Banshee, Emma Frost, Jubilee e Sabretooth salvare la nuova generazione di mutanti dalla minaccia dei Phalanx. Da queste vicende prende poi avvio la serie Generation X.

- Segni di Vita: X-Factor, Excalibur ed X-Force scoprono che i Phalanx stanno liberandosi dal controllo centralizzato diventando sempre più indipendenti e pericolosi. Il Phalanx Douglock parte in missione con Forge, Wolfsbane e Cannonball con lo scopo di fermare i suoi simili intenzionati a contattare altri alieni per un'invasione su grande scala.

- Finale: Cable, Wolverine, Ciclope e Fenice si riuniscono per soccorrere gli X-Men infiltrandosi nel covo centrale dei Phalanx.